# Crocus chrysanthus
Crocus chrysanthus là một loài thực vật có hoa trong họ Diên vĩ. Loài này được (Herb.) Herb. miêu tả khoa học đầu tiên năm 1843.